# Palais du Gouvernorat du Vatican
Pour l’article homonyme, voir Palais du Gouvernorat (Rome).
Le palais du Gouvernorat du Vatican est le siège du Gouvernorat du Vatican, c'est-à-dire du pouvoir exécutif qui gère l'État de la Cité du Vatican, de la Commission pontificale pour l'État de la Cité du Vatican, dépositaire du pouvoir législatif ainsi que de la Poste vaticane. 

## Description
Le palais du Gouvernorat est situé dans les jardins du Vatican, exactement derrière la basilique Saint-Pierre.
Il a été construit dans le style éclectique, de 1927 à 1931, à la suite de la signature des accords du Latran.
Annexée au palais se trouve l'église Santa Maria Regina della Famiglia, anciennement Santa Marta.

## Galerie

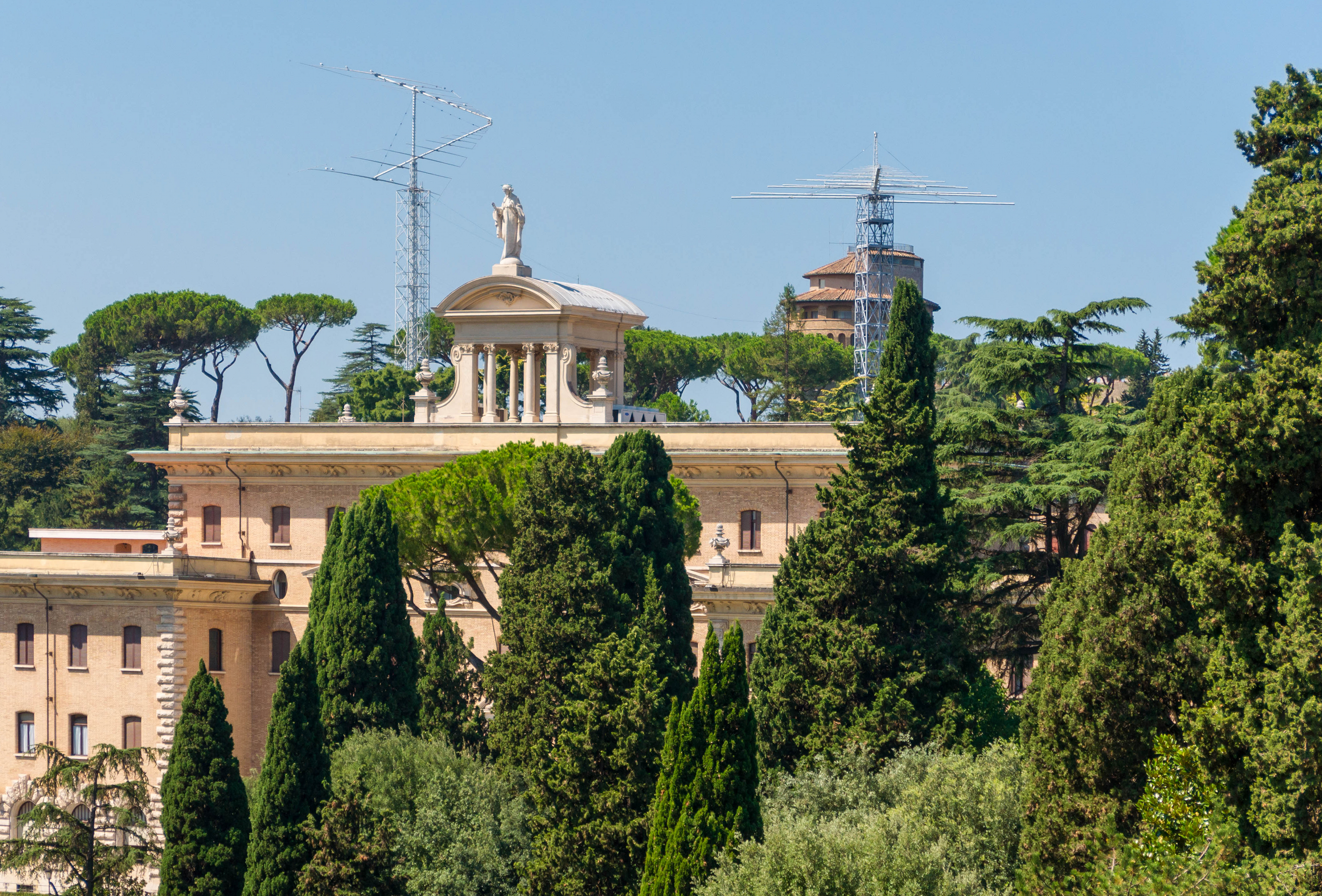
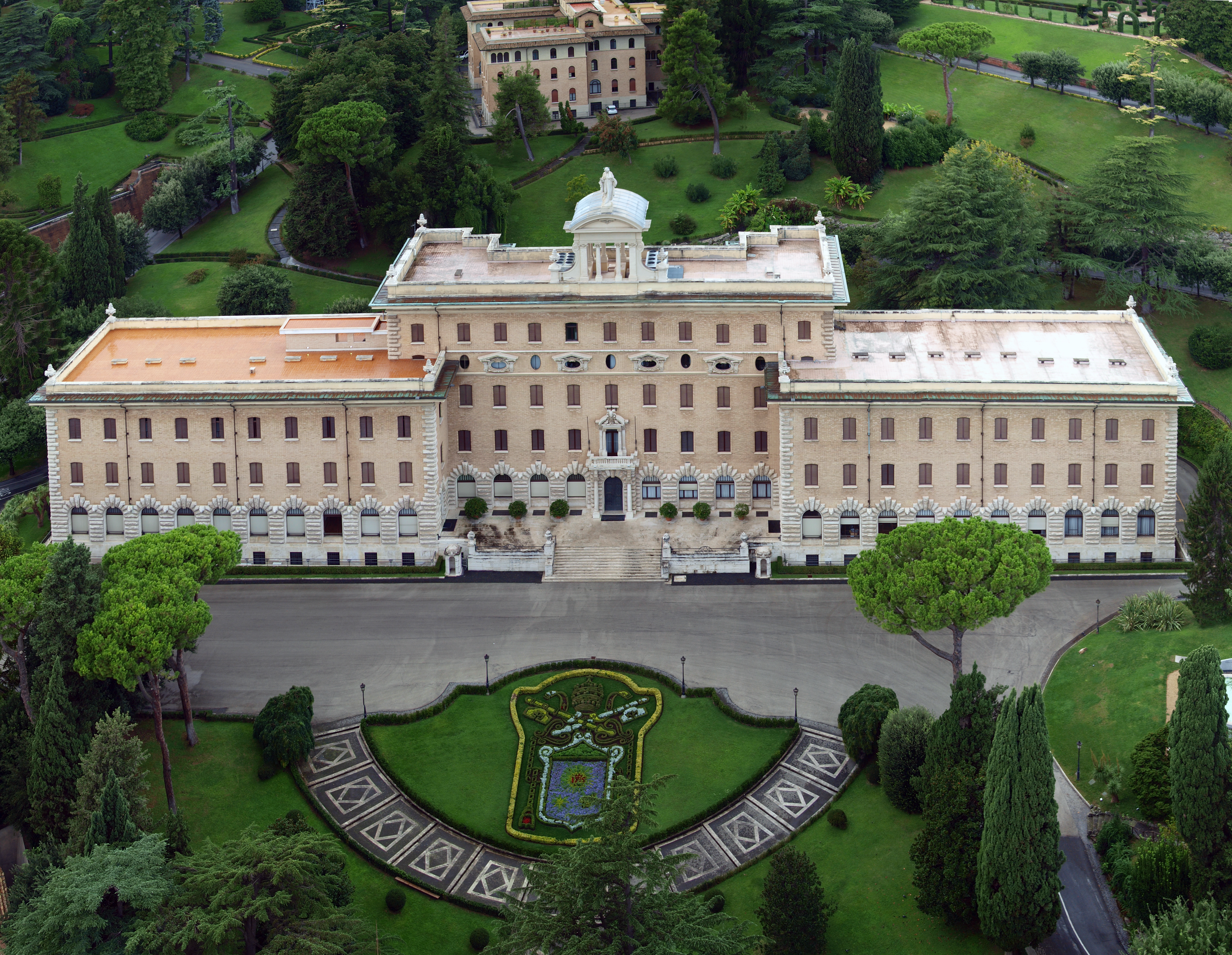
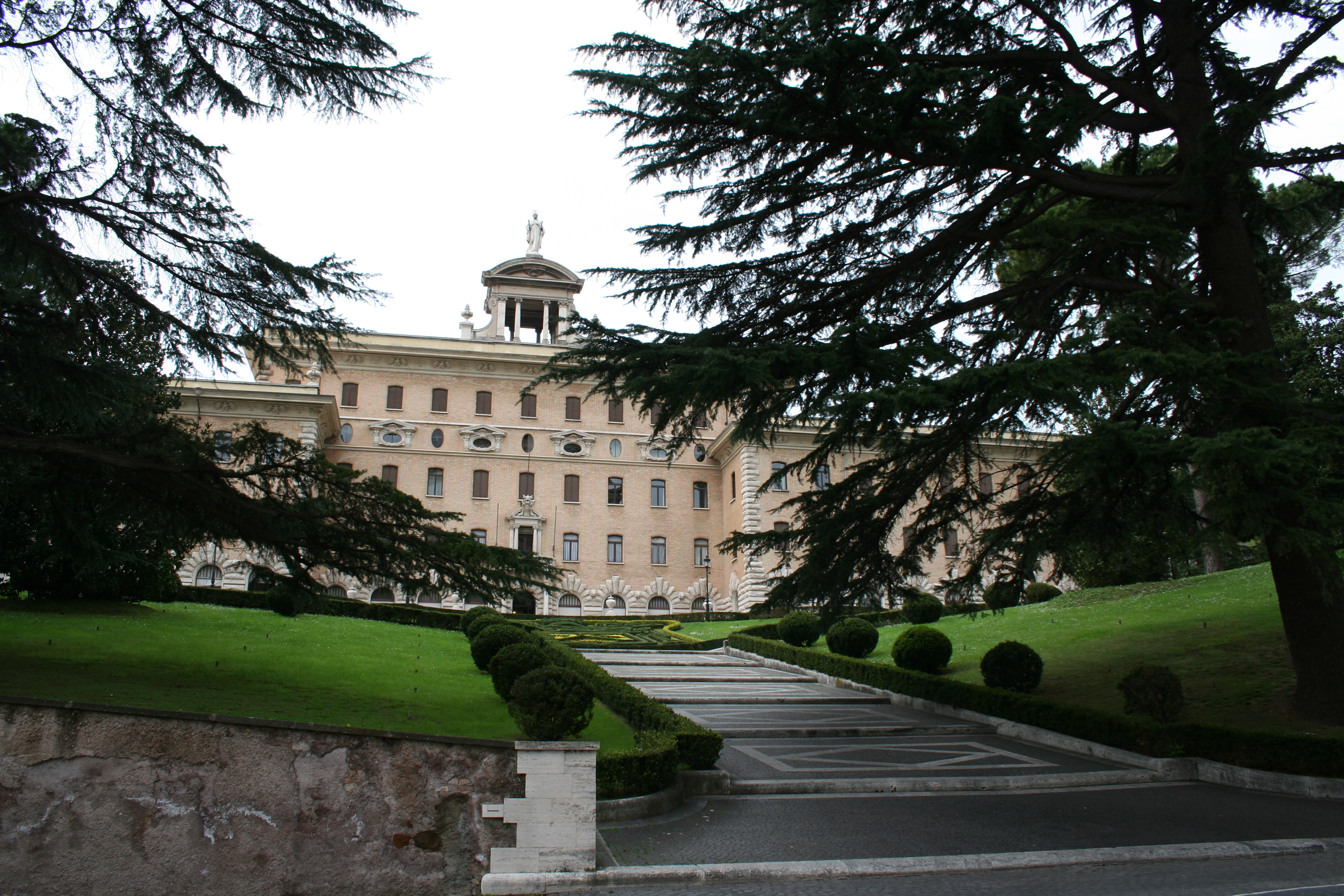